# Пјан Мерачо (Комо)
Пјан Мерачо је насеље у Италији у округу Комо, региону Ломбардија.
Према процени из 2011. у насељу је живело 56 становника. Насеље се налази на надморској висини од 365 м.